# 房中术
房中，又名房内，方技四種類之一，是中国古代優生學、性醫學與性保健文籍內容的綜稱。
除了在中醫學理及應用知識之外，也被道教用作修行方式的一種探討——以“道”御“術”，“道”作為指导原则，而“術”則為一般技能操作層次的描述。房室养生的技巧通常稱房中术，或名房术、阴道、黄赤之道、玄素之道、混气之法或男女合气之术。大多數的房中術，都是男子對女子施行。女子對男子施行的房中術，又稱為“媚術”或“媚道”，目的多在希望吸引男子，生育後代以及防止男子外遇。

## 歷史
在中國二十四史當中，《漢書》·《藝文志》有〈方技略〉的篇章，將中醫學理及應用知識分為“醫經”、“經方”、“房中”、“神仙”（煉丹及養生）四大類。其中“醫經”是醫學原理，“經方”是藥學，“神仙”包括煉丹及養生，而“房中”則是優生學、性醫學與性保健。
房中術因為流派不同，而歸宗於不同始祖，如黃帝、彭祖等人，但多與黃帝有關。汉武帝时有巫炎专修此术，武帝向其学习房中术，“颇行其法，不能尽用之，然得寿最长於先帝也”。周代有所谓“房中乐”，汉武帝时有“房中歌”。
魏晉南北朝時，佛教傳入，佛教僧侶禁絕性行為，強調清淨禁慾，對道教產生了衝擊。北魏寇謙之改革道教，開始禁止類似的作法，房中術遭受打擊，但仍然在私下流傳。
宋朝因理學興起，房中術更被人視作淫秽之术，因此也經常遭到政府的封禁。

## 施行方式

### 房術
中国古代房中养生家，大都着眼于交而不泄、交而少泄、精神不散、调协阴阳作為養生之道。各個派別有不同的作法，但是可以歸納出幾個共通點。
通常要盡可能準備年轻女子，最好是剛發育完成的處女。在進行性行為之前，可以先服食一些藥物，以加強效果。
準備進行性行為時，會先做一些按摩導引，讓女子準備進入狀況，之後才開始進行性行為。做愛時，會變化不同的體位，不同的體位有不同的功效。最終的目的是讓女子得到性高潮，但男子沒有泄精，房中術家認為這樣可以幫助男子吸取女性的精華，但是不讓男子的能量外洩。在結束之後，進行簡單的呼吸導引，接著就更換下一名女子，以同樣方式進行。長期與固定女性進行性行為，被認為是有害無益的。
古代道教認為，男性長期進行房中術，但避免射精或洩精，可以讓自己保持年輕活力，治病強身。當吸收到足夠的女性精華，更可能因而成仙。
历史上著名的医学家和房中术理论家孙思邈，对此有如下论述：“夫房中术者，其道甚近，而人莫能行其法。一夜御十女，闭固而已，此房中之术毕矣。”孙思邈还说：“此方之作也，非欲务于淫佚，苟求快意，务存节欲以广养生也。非苟欲强身力行女色以纵情，意在补益以遣疾也。此房中之微旨也。”“善摄生者，凡觉阳事辄盛，必谨而抑之，不可纵心竭意以自贼也。”
|  | “凡精少則病，精盡則死。不可不忍，不可不慎。數交而時一洩，精氣隨長，不能使人虛損；若數交接則瀉精，精不得長益，則行精盡矣。在家所以數數交接者，一動不瀉則贏得一瀉之精，減，即不能數交接。但一月輒再瀉精，精氣亦自然生長，但遲微不能速起，不如數交接不瀉之速也。”——陶弘景《養性延命錄》〈御女損益篇〉 |

### 服食
在明朝時，道士以丹鼎派的思想，發展出一種新的房中術。道士以女性身體組織與分泌物（包括胎盤、尿液、經血、唾液、人乳、陰道黏液等等）為丹藥，通過服食丹藥來追求成仙。
這類的道家派別，又分成兩種。第一種，與傳統房中術接近。他們認為女性的身體，相當於丹爐，是用來練製仙丹之用的。在性行為中，直接攝取女性的體液，相當於服食仙藥。長期施行，就可以因而成仙。
第二種，只是單純的將女性的身體組織及分泌物來當成原料，用來備製仙藥，他們接近於傳統丹鼎派。在明朝時，在王公貴族間，服食這類藥物以求長生的風氣很盛行。

## 房中术文献列表
战国至秦汉期間，房中术十分盛行。《汉书·艺文志》即著录房中书八家，共一百八十六卷：《容成阴道》二十六卷、《务成子阴道》十六卷、《尧舜阴道》二十六卷、《汤盘庚阴道》二十卷、《天老杂子阴道》二十五卷、《天一阴道》二十四卷、《黄帝三王养阳方》二十卷、《三家内房有子方》十七卷。以上皆早佚。
南宋理学提倡“存天理，灭人欲”，房中术逐渐湮灭，文獻多失傳。
1550年（明嘉靖庚戊年）任東明出版《房术奇书》二卷。序言其書于明武宗戊辰年間在華山洞府中得到。上卷收錄陳希夷《房術玄機中萃纂要》及朱權《房中煉己捷要》兩書，下卷為《續嗣珍寶》。特別收有歷代宮廷所用的春藥方劑。1638年，明朝人洪基將本書收輯入《攝生總要》中。
清末叶德辉發現日本古代醫書《醫心方》輯錄了部分中國古代房中術經典，如：《素女经》、《素女方》、《玉房秘诀》（附《玉房指要》）、《洞玄子》、《天地阴阳交欢大乐赋》等各一卷，辑为《双梅影闇丛书》出版，得以一窺其内容。
1973年，长沙马王堆三号汉墓出土了大批帛书和部分竹、木简，经整理发现马王堆帛书中有：《十问》、《合阴阳》、《天下至道谈》、《养生方》、《杂疗方》等5部房中術著作。
古代著名的房中術著作（依字數排列）：
| | | |
| 兩字： - 《论衡》：記載於【命义篇】 三字： - 《玄女經》 - 《洞玄子》，一説唐代張鼎，號洞玄子。 - 《抱朴子》：記載於【至理】 - 《素女方》 - 《素女經》 - 《养生方》 - 《杂疗方》 - 《黄庭經》 | 四字： - 《房术奇书》2卷，明坎宮道人任東明編。 - 《攝生總要》：明洪基撰辑 - 《房術玄機》 - 《紫閨秘書》，明 杏溪浣香主人撰。序稱“秘集各家房中养生术”。 - 《遵生八笺》：記載於【延年却病篇】 - 《房中補益》 - 《玉房指要》 - 《玉房秘訣》 - 《既濟真經》 - 《素女妙讑》 - 《妇人良方》 - 《黄帝内經》 - 《医方类聚》 - 《类修要诀》 - 《养生四要》 - 《修真演义》 - 《房中切度》 | 五字： - 《天下至道談》 - 《黄庭内景經》 - 《黄庭外景經》 - 《養性延命錄》（南朝陶弘景著） - 《御女損益篇》（收於《養性延命錄》第六篇） - 《務成子陰道》 六字： - 《延寿第一绅言》 - 《双梅影闇丛书》：叶德辉辑录 七字： - 《三元延寿参赞书》 - 《黄帝三王养阳方》 - 《三家内房有子方》 九字： - 《天地阴阳交欢大乐赋》（相傳唐白行簡所著） 十字： - 《三峰採戰房中妙術秘訣》 |

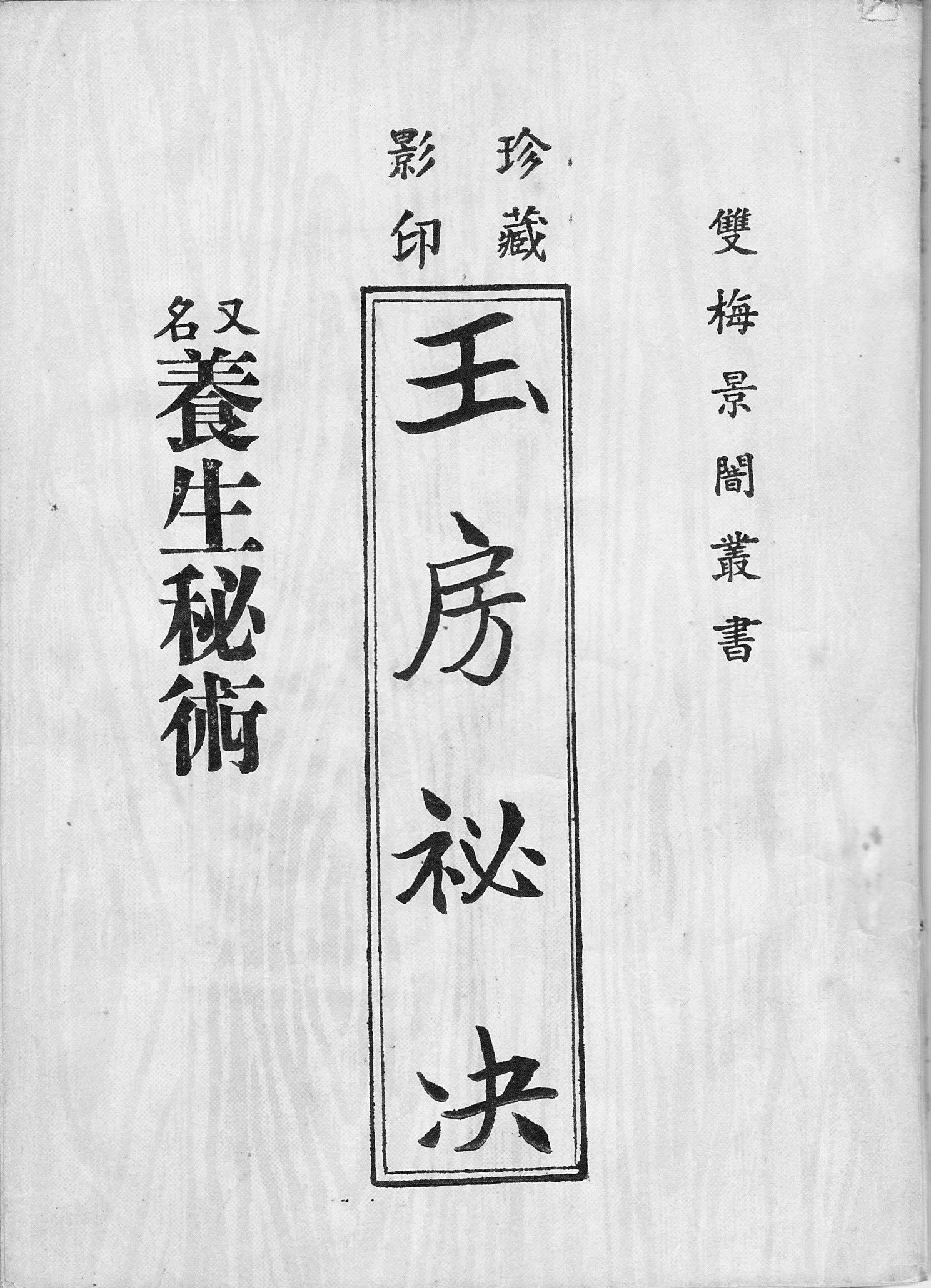
《玉房秘诀》
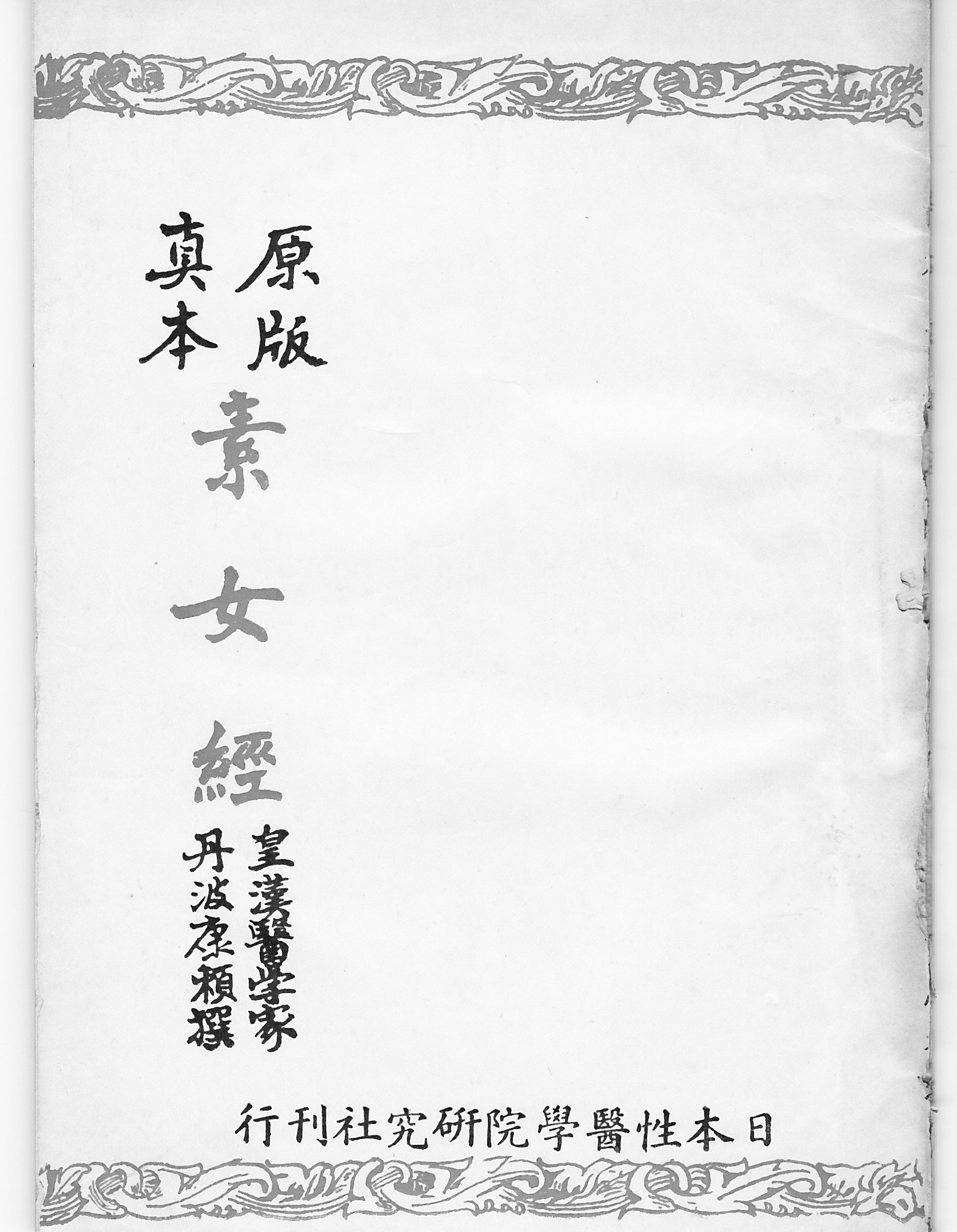
《素女经》

## 外部連結
- 朱越利：〈馬王堆帛書房中術的理論依據（上）〉。
- 朱越利：〈馬王堆帛書房中術的理論依據（下）〉。
- 朱越利：〈論六朝方士的房中術〉。
- 朱越利：〈論六朝貴族道教新房中術的產生〉。
- 朱越利：〈房中女神的沉寂〉。
- 何乏筆：〈能量的吸血主義——李歐塔、傅科、德勒茲與中國房中術 （页面存档备份，存于）〉。
- 李瑞烈：YouTube上的專題『房中術辨正』（上集）（中文字幕，臺灣閩南語）
- 李瑞烈：YouTube上的專題『房中術辨正』（下集）（中文字幕，臺灣閩南語）